# کاتاژینا ماچونگ
کاتاژینا ماچونگ (لهستانی: Katarzyna Maciąg؛ زادهٔ ۳ مه ۱۹۸۲) بازیگر اهل لهستان است.
از فیلم‌ها یا مجموعه‌های تلویزیونی که وی در آن‌ها نقش داشته‌است، می‌توان به حالا یا هرگز!، هنگام تاریکی، کارناوال، قانون حقیقی، پدر متیو، عشق اول، هتل ۵۲ و دوستان اشاره نمود.